# Munnidae
Munnidae är en familj av kräftdjur som beskrevs 1897 av Georg Ossian Sars. Familjen ingår i ordningen gråsuggor och tånglöss, klassen storkräftor, fylumet leddjur och riket djur. Enligt Catalogue of Life omfattar familjen Munnidae 106 arter. 

## Släkten
Släkten inom familjen enligt Catalogue of Life och Dyntaxa:
- Astrurus
- Echinomunna
- Munna
- Pelagogonium
- Salvatiella
- Uromunna
- Zoromunna